# Lamang jezik
Lamang jezik (ISO 639-3: hia), čadski jezik skupine Biu-Mandara kojim govori 40 000 ljudi (1993) u nigerijskim državama Borno i Adamawa.
Postoje tri glavna dijalekta od kojih svaki ima nekoliko pod-dijalekata, to su: sjeverni sa 
zaladeva (alataghwa), dzuba, leghva (luhuva), gwoza-wakane; centralni lamang: hedkala (hidkala, xidkala, hitkala, hitkalanchi), waga (waha, woga, wagga), dlige; i južni lamang: dijalekt ghudavan.

## Vanjske poveznice
- Ethnologue (14th)
- Ethnologue (15th)